# Coupe de l'UFOA 1997
Navigation
Édition précédente Édition suivante
La Coupe de l'UFOA 1997 est la vingt-et-unième édition de la Coupe de l'UFOA, qui est disputée par les meilleurs clubs d'Afrique de l'Ouest non qualifiés pour la Coupe des clubs champions africains ou la Coupe d'Afrique des vainqueurs de coupe. 
Toutes les rencontres sont disputées en matchs aller et retour. Le club ghanéen de Ghapoha Readers remporte la compétition en battant les Nigériens de la JS Ténéré en finale. C'est le tout premier titre international du club.

## Premier tour
| Équipe 1                | Résultat | Équipe 2        | Aller | Retour |
| ----------------------- | -------- | --------------- | ----- | ------ |
| Imraguens de Nouadhibou | 0 - 2    | ASEC Ndiambour  | 0 - 1 | 0 - 1  |
| Issia Wazi              | 0 - 4    | Ghapoha Readers | 0 - 0 | 0 - 4  |

- Les autres résultats sont inconnus.

## Quarts de finale
| Équipe 1       | Résultat | Équipe 2       | Aller | Retour |
| -------------- | -------- | -------------- | ----- | ------ |
| Mamahira AC    | -        | ASEC Ndiambour | 2 - 1 | -      |
| Ghapoha United | -        | exempt         | -     | -      |

- Les autres résultats sont inconnus.

## Demi-finales
| Équipe 1        | Résultat | Équipe 2       | Aller | Retour |
| --------------- | -------- | -------------- | ----- | ------ |
| Katsina United  | 0 - 2    | JS Ténéré      | 0 - 1 | 0 - 1  |
| Ghapoha Readers | 5 - 2    | ASEC Ndiambour | 2 - 0 | 3 - 2  |

## Finale
| Équipe 1  | Résultat | Équipe 2        | Aller | Retour |
| --------- | -------- | --------------- | ----- | ------ |
| JS Ténéré | 1 - 2    | Ghapoha Readers | 1 - 0 | 0 - 2  |